# Athemus atriceps
Athemus atriceps is een keversoort uit de familie soldaatjes (Cantharidae). De wetenschappelijke naam van de soort werd in 1907 gepubliceerd door Jules Bourgeois.